# Apendicitis
La apendicitis es la inflamación del apéndice, el cual se encuentra en el ciego (la porción donde comienza el intestino grueso). Normalmente los casos de apendicitis requieren de un procedimiento quirúrgico llamado apendicectomía, que consiste en la extirpación del apéndice cecal. Este proceso puede realizarse bien por laparoscopia (cirugía de mínimo acceso) o laparotomía (cirugía convencional). El tratamiento de la apendicitis siempre es quirúrgico. En casos sin tratamiento el índice de mortalidad es elevado, principalmente debido a complicaciones como la peritonitis y el shock séptico (en particular cuando el apéndice inflamado se rompe). 
Aunque aparece en dibujos anatómicos de Leonardo da Vinci en 1500, no es sino hasta 1524 (Capri) y 1543 (Vesalio) que se describe el apéndice como tal. El primer caso de apendicitis fue relatado probablemente por Fernel en 1554 en la autopsia de una niña de siete años. Se han descrito múltiples casos de apendicitis descubiertas tardíamente mediante autopsias. El primer abordaje quirúrgico conocido fue realizado por Amyand en 1736 cuando operó a un niño con una fístula enterocutánea a través de una hernia inguinal, y encontró un apéndice perforado en su interior, al disecar el saco herniario. Actualmente se denomina hernia de Amyand a aquella que contiene en su interior un apéndice incarcerado.
Recién en 1880 se realizó la primera apendicectomía transabdominal, por parte de Lawson Tait en Londres, que extirpó un apéndice gangrenoso. Su fisiopatología fue descrita por primera vez en 1886 por Reginald Fitz. La primera serie de casos quirúrgicos fue publicada por Charles McBurney en 1889. Tras ello se denominó punto de McBurney al lugar de mayor sensibilidad a la palpación del abdomen en el caso de apendicitis. El tercio medio de una imaginaria línea que une la espina ilíaca anterosuperior con el ombligo pasó a conocerse como signo de McBurney. Desde entonces es reconocida como una de las causas más frecuentes de dolor abdominal agudo o repentino en el mundo. Estadísticamente, al 7% de la población se le ha practicado una apendicectomía debida a una apendicitis aguda.

## Epidemiología
La apendicitis puede ocurrir a cualquier edad, aunque la incidencia máxima de la apendicitis aguda se presenta en las personas entre 20 y 30 años. Es la causa más frecuente de dolor abdominal intenso, súbito y de cirugía abdominal de urgencia en todo el mundo. Es también una causa importante de cirugías pediátricas, ya que es frecuente en niños de edad escolar. También existe un factor genético.
La tasa de apendicectomía es aproximadamente del 12 % en hombres y del 25 % en mujeres. En la población en general las apendicectomías por una apendicitis ocurren en 10 de cada 10 000 pacientes cada año y las tasas de mortalidad son menores de 1 por 100 000 pacientes desde el año 1970.
En el mundo, la incidencia de apendicitis es mucho menor en países en vías de desarrollo, sobre todo en algunas partes de África y en los grupos de menor nivel socioeconómico. A pesar de la aparición de nuevas y mejoradas técnicas de diagnóstico, la apendicitis se diagnostica erróneamente en un 15 % de los casos y no se ha notado una disminución en la tasa de ruptura de un apéndice inflamado desde los años 1990.
La data epidemiológica ha demostrado que la diverticulitis y los pólipos adenomatosos no se veían en comunidades libres de apendicitis y que la aparición del cáncer de colon es extremadamente rara en esas poblaciones. Caso contrario se ha visto en pacientes con apendicitis, ocurriendo esta, como antecedente al cáncer de colon y de recto.
En 2008 se reportó por primera vez en la literatura una apendicitis dentro de una hernia umbilical en un recién nacido de 25 días de edad. Las apendicitis dentro de otras hernias no son tan infrecuentes, ocurriendo en hernias inguinales (hernia de Amyand) y femorales (hernia de Garengeot).

## Causas

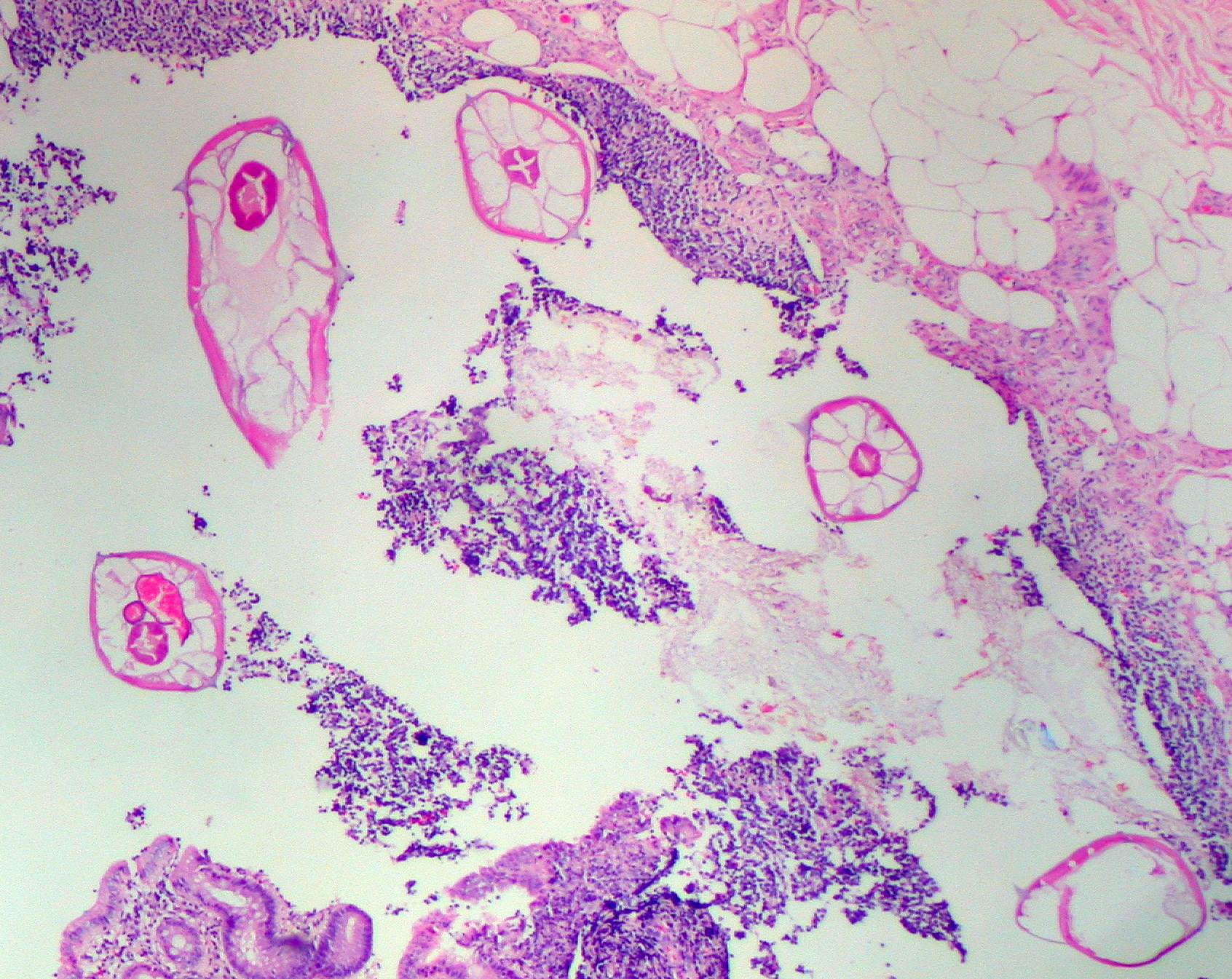
Sección transversal de un apéndice con oxiuros (de color rosado). Nótense las espinas salientes, patognomónicos del nemátodo.

La fisiopatología de la apendicitis se basa principalmente en la obstrucción de la luz del apéndice, ya sea por hiperplasia linfoide (multiplicación de células linfoides) o por la presencia de un apendicolito (una calcificación en el apéndice). Otras causas menos comunes de obstrucción incluyen infecciones parasitarias (como Ascaris lumbricoides, Enterobius vermicularis o larvas de Taenia) y, raramente, tumores.
La obstrucción causa un aumento de la presión dentro del apéndice debido a la producción continua de moco. Este aumento de presión comprime los vasos sanguíneos, lo que lleva a una isquemia (disminución del flujo sanguíneo) y, finalmente, a la necrosis (muerte del tejido) y perforación del apéndice. La perforación puede resultar en peritonitis (inflamación del peritoneo, la membrana que recubre la cavidad abdominal), lo cual aumenta el riesgo de complicaciones graves e incluso la muerte si no se trata adecuadamente.
Las bacterias intestinales pueden atravesar las paredes del apéndice inflamado, lo que lleva a la formación de pus dentro y alrededor del apéndice. La ruptura del apéndice puede causar peritonitis, sepsis (una respuesta inflamatoria sistémica a la infección) y disfunción orgánica múltiple, que pueden ser fatales.
Aunque la obstrucción de la luz del apéndice es un factor importante, no está presente en todos los casos de apendicitis. En algunos casos, la inflamación puede ser causada por una ulceración de la mucosa del apéndice, que puede ser de origen viral o bacteriano, como en el caso de infecciones por el género Yersinia.
También se ha sugerido que la estasis fecal (disminución o detención del flujo de las heces) puede contribuir a la apendicitis. Algunos estudios han encontrado que los pacientes con apendicitis aguda tienen menos movimientos intestinales por semana en comparación con personas sanas.
Además, se ha propuesto que una dieta baja en fibra alimentaria puede aumentar el riesgo de apendicitis. La falta de fibra en la dieta puede aumentar el tiempo de tránsito fecal y favorecer la acumulación de heces en el colon derecho, lo que podría contribuir a la formación de apendicolitos.

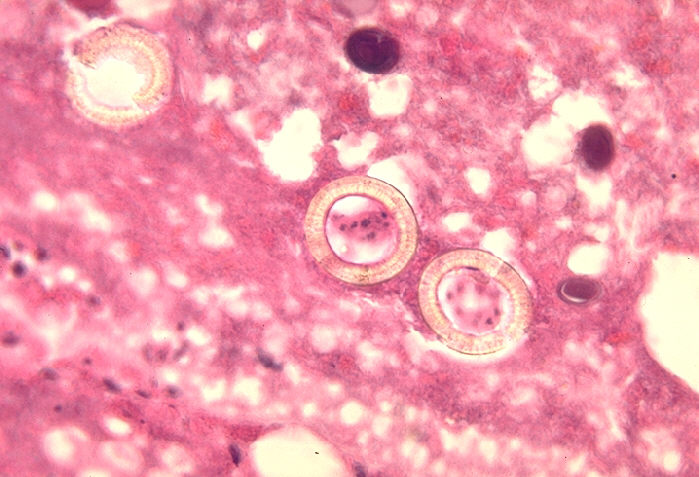
Huevos de Taenia saginata en un apéndice, tinción histopatológica.

## Patogenia
La inflamación del apéndice produce, con el tiempo, una obstrucción de la luz del órgano. Esa obstrucción conlleva una acumulación de las secreciones de la mucosa con aumento consecuente de la presión intraluminal. De proceder el cuadro inflamatorio y obstructivo, se comprimen las arterias y venas causando isquemia e invasión bacteriana de la pared del apéndice con necrosis, gangrena y ruptura si no se trata de inmediato.
Sobre la base de esa secuencia de estadios evolutivos, las fases del apéndice con signos de inflamación leve se conocen como edematosa (catarral o mucosa; flegmonosa); supurativa o "purulenta" pasando luego a gangrenosa perforándose, pudiendo evolucionar a un absceso apendicular o un plastrón apendicular, o una etapa más grave la peritonitis (pelviperitonitis o peritonitis generalizada).

## Diagnóstico

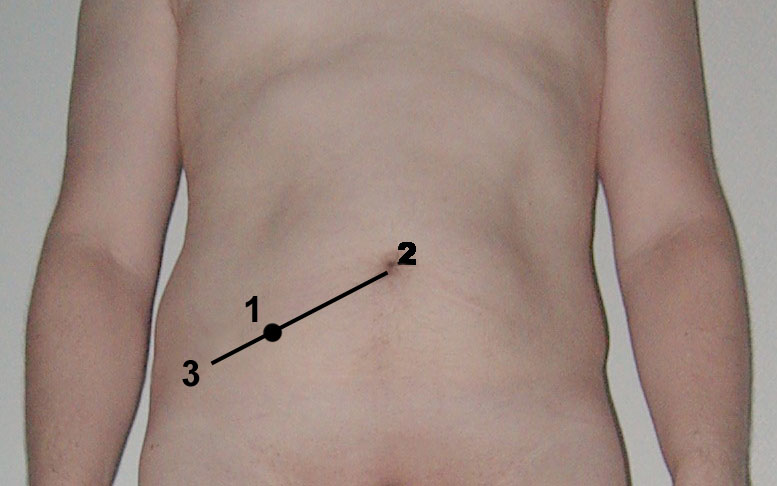
El punto de McBurney (identificado con el número 1) es uno de los signos más frecuentes en el diagnóstico de la apendicitis.

El diagnóstico de la apendicitis se basa en la exploración física y en la historia clínica, complementado con análisis de sangre, orina y otras pruebas como las radiografías simples de abdomen, de pie y en decúbito, ecografía abdominal y TAC abdominal simple entre otros.
La exploración física se basa en la palpación abdominal. La presentación típica de la apendicitis recibe el nombre de secuencia de Murphy, la cual suele comenzar como un dolor repentino localizado en la mitad inferior de la región epigástrica o región umbilical, caracterizado por ser un dolor de moderada intensidad y constante al que ocasionalmente se le superponen calambres intermitentes. Unas horas después desciende hasta localizarse en la fosa ilíaca derecha, en un punto ubicado en la unión del tercio externo con los dos tercios internos de una línea imaginaria entre el ombligo y la espina ilíaca antero-superior, llamado punto de McBurney. A partir de la secuencia de Murphy se obtiene la Tríada clásica o de Murphy de Apendicitis Aguda, la cual está compuesta por dolor en epigastrio, náuseas, vómitos y la migración o cambio de dolor hacia fosa ilíaca derecha.
Sin embargo, cabe mencionar que los síntomas de esta afección son muy similares a los del Síndrome de Apéndice Distendido, siendo continuamente mal diagnosticado este último en el que la inflamación del apéndice se presenta de manera continua desde edades tempranas y prosigue aún en la adolescencia o adultez culminando en una apendicitis aguda. El problema real de esta situación es que dichos síntomas los comparte también la gastritis, por lo que rara vez se le otorga tratamiento a este síndrome, siendo lo más común que lo diagnostiquen como gastritis aguda o colitis.

### Signos diagnósticos
En el 75 % de los casos ocurre una secuencia denominada Tríada de Murphy, que consiste en dolor abdominal (ya descrito), vómitos alimentarios o náuseas, y febrícula. Los signos clásicos se localizan en la fosa ilíaca derecha, en donde la pared abdominal se vuelve sensible a la presión leve de una palpación superficial. Además, con la descompresión brusca dolorosa del abdomen, un signo llamado signo del rebote, se indica una reacción por irritación peritoneo parietal. En los casos en que el apéndice esté ubicado detrás del ciego, la presión profunda del cuadrante inferior derecho puede no mostrar dolor, situación denominada apéndice silente. Ello se debe a que el ciego, por estar distendido con gases, previene que la presión del examinador llegue por completo al apéndice. Igualmente, si el apéndice se ubica dentro de la pelvis, por lo general hay ausencia de rigidez abdominal. En tales casos, el tacto rectal produce el dolor por compresión retrovesical. El toser puede aumentar o producir dolor en el punto de McBurney (véase: signo de Dunphy), que es la forma menos dolorosa de localizar un apéndice inflamado.[cita requerida] El dolor abdominal puede empeorar al caminar y es posible que la persona prefiera quedarse quieta, debido a que los movimientos súbitos le causan dolor. Si el apéndice está ubicado por detrás del ciego (localización retrocecal), la localización del dolor puede ser atípica, ubicándose en hipocondrio derecho y flanco derecho; por eso la importancia de usar otros métodos diagnósticos aparte de la clínica del paciente, como la ecografía.
En los niños el diagnóstico puede ser más difícil por la irritabilidad del paciente y su falta de colaboración para el examen físico; en estos casos el papel de la ecografía es muy eficiente como medio diagnóstico de gabinete. En ocasiones, en niños con apendicitis de localización pélvica puede suceder una erección peneana, debido a la irritación del peritoneo sobre la fascia de Waldeyer, ocasionando un estímulo parasimpático; dicho evento es conocido como signo de Eros. Si la palpación del abdomen produce una rigidez involuntaria, se debe sospechar una peritonitis, que es una emergencia quirúrgica. También en los ancianos puede ser difícil el diagnóstico por el alto umbral al dolor por parte de éstos, la poca atención que se les da y por otras patologías.

### Signo de Rovsing
La palpación profunda de la fosa ilíaca izquierda puede producir dolor en el lado opuesto, la fosa ilíaca derecha, lo cual describiría un signo de Rovsing positivo, uno de los signos usados en el diagnóstico de la apendicitis. La presión sobre el colon descendente que se refleja en el cuadrante inferior derecho es también una indicación de irritación del peritoneo. La presión en la fosa ilíaca izquierda genera desplazamiento del gas en el marco cólico en forma retrograda, y al llegar dicho gas al ciego se produce dolor en la fosa ilíaca derecha. También se produce el mismo fenómeno presionando sobre el epigastrio, conocido como signo de Aaron o, si es en el hipocondrio derecho, signo de Cheig.

### Signo del psoas
A menudo, el apéndice inflamado se ubica justo por encima del músculo psoas, de modo que el paciente tiende a ubicarse con la cadera derecha flexionada, para aliviar el dolor causado por el foco irritante sobre el músculo. El signo del psoas se confirma haciendo que el paciente se acueste boca arriba (decúbito supino) mientras que el examinador lentamente extiende en dirección a la espalda el muslo derecho, haciendo que el psoas se contraiga. La prueba es positiva si el movimiento le causa dolor al paciente, aunque este signo, también llamado signo de Cope, se presenta en casos de absceso del psoas.

### Signo del obturador
Similar al signo del psoas, el apéndice inflamado puede estar en contacto con el músculo obturador, localizado en la pelvis, causando irritación del mismo. El signo del obturador se demuestra haciendo que el paciente flexione  la rodilla derecha en ángulo recto sobre el tronco con rotación interna, mientras se mantiene acostado boca arriba (posición supina). La prueba es positiva si la maniobra le causa dolor al paciente, en especial en el hipogastrio.

### Estudios de laboratorio
El hemograma con recuento diferencial muestra una leve leucocitosis (10 000–18 000/mm) con predominio de neutrófilos en pacientes con apendicitis aguda no complicada. Los conteos de glóbulos blancos mayores de 18 000/mm aumentan la posibilidad de una apendicitis perforada. El examen de orina es útil para descartar una infección urinaria, pues en la apendicitis aguda, una muestra de orina tomada por sonda vesical no se caracteriza la presencia de bacterias en la orina (bacteriuria).
La radiografía de abdomen debe ser realizada en casos de abdomen agudo y, aunque no son relevantes para el diagnóstico de apendicitis, son útiles para descartar otras patologías, como la obstrucción intestinal o un cálculo uretral. Ocasionalmente, sobre todo en niños, el radiólogo experimentado puede notar un fecalito radiopaco en la fosa ilíaca derecha, sugestivo de una apendicitis.
Las ecografías y las ecografías-Doppler también ofrecen información útil para detectar la apendicitis, pero en alrededor del 15 % de los casos, especialmente en aquellos en un estado inicial sin líquido libre intraabdominal, una ecografía de la fosa ilíaca no revelaría nada anormal, aun cursando una apendicitis. A menudo, en una imagen ecográfica puede distinguirse una apendicitis de otras enfermedades con signos y síntomas muy similares, como por ejemplo la inflamación de los ganglios linfáticos cercanos al apéndice. En caso de disponibilidad de realizar una tomografía axial computarizada (TAC), ese es el método preferido, ya que tiene una tasa de detección (sensibilidad) por encima del 95%). Lo que se busca en una TAC es la falta de contraste en el apéndice y signos de engrosamiento de la pared del apéndice, normalmente >6 mm en un corte transversal; también puede haber evidencias de inflamación regional, la llamada "grasa desflecada". La ecografía es el estudio preferido para valorar las causas ginecológicas del dolor abdominal derecho inferior en mujeres, por sobre la TAC.

### Escala de Alvarado
La probabilidad de un diagnóstico correcto de apendicitis se incrementa cuando se hace hincapié en las manifestaciones clínicas específicas, las cuales se sintetizan en una escala de puntuación denominada Escala de Alvarado.
| Síntomas                              |           |
| ------------------------------------- | --------- |
| Dolor migrante en fosa ilíaca derecha | 1 punto   |
| Estreñimiento                         |           |
| Náusea y vómitos                      | 1 punto   |
| Signos                                |           |
| Dolor en fosa ilíaca derecha          | 2 puntos  |
| Dolor de rebote a la palpación        | 1 punto   |
| Fiebre                                | 1 punto   |
| Laboratorio                           |           |
| Leucocitosis                          | 2 puntos  |
| Neutrófilos inmaduros                 | 1 punto   |
| Puntaje total                         | 10 puntos |

Zonas más frecuentes de dolor abdominal asociado a la apendicitis. Adaptación de Anatomía de Gray.

Un score (valor acumulado) de 7 o más puntos es altamente sugestivo de una apendicitis. Cuando el puntaje no pasa de 5-6 puntos, se recomienda realizar una tomografía para reducir la probabilidad de falsos negativos descubiertos durante la apendicectomía.
Otros signos sugerentes de apendicitis son el punto de Lanz, el punto de Morris y el punto de Lecene. El paciente puede presentar náuseas, vómitos y taquicardia, en especial si se acompaña de fiebre (entre 37,5 y 38 °C) y anorexia. El tacto rectal puede servir para orientar el diagnóstico: si la pared derecha (del lado donde está el apéndice) está inflamada, es un signo compatible con la apendicitis.

### Diagnóstico diferencial
Basado exclusivamente en criterios clínicos, la precisión diagnóstica de la apendicitis suele oscilar entre el 75-80 %. En los demás casos, las alteraciones más frecuentes encontradas en la operación son, en orden de frecuencia, la linfadenitis mesentérica, ausencia de enfermedad orgánica, enfermedad inflamatoria pélvica aguda, rotura de folículo ovárico o cuerpo amarillo y gastroenteritis aguda.
En la infancia
- Gastroenteritis, adenitis mesentérica, divertículo de Meckel, invaginación intestinal, púrpura de Schönlein-Henoch, neumonía lobar o linfangioma intraabdominal.[24]
- Se ha descrito que algunas infecciones gastrointestinales (por ej., por Campylobacter jejuni) pueden afectar al apéndice cecal, simulando una apendicitis aguda.[25]

En los niños pequeños (menores de 4-5 años) el diagnóstico de apendicitis aguda añade dificultades extras derivadas de las manifestaciones clínicas menos típicas, que hace que el diagnóstico pueda demorarse y, por ello, las complicaciones sean más frecuentes.

En adultos
- Enteritis regional, cólico nefrítico, úlcera péptica perforada, torsión testicular, pancreatitis, hematoma de la vaina del músculo recto mayor del abdomen, enfermedad inflamatoria pélvica, embarazo ectópico, endometriosis, torsión o ruptura de un quiste ovárico, piocolecisto.

En ancianos
- Diverticulitis, obstrucción intestinal, cáncer de colon, isquemia mesentérica, aneurisma de aorta con fuga.

## Tratamiento

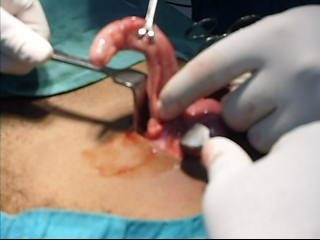
Apéndice inflamado siendo retirado mediante cirugía abierta.

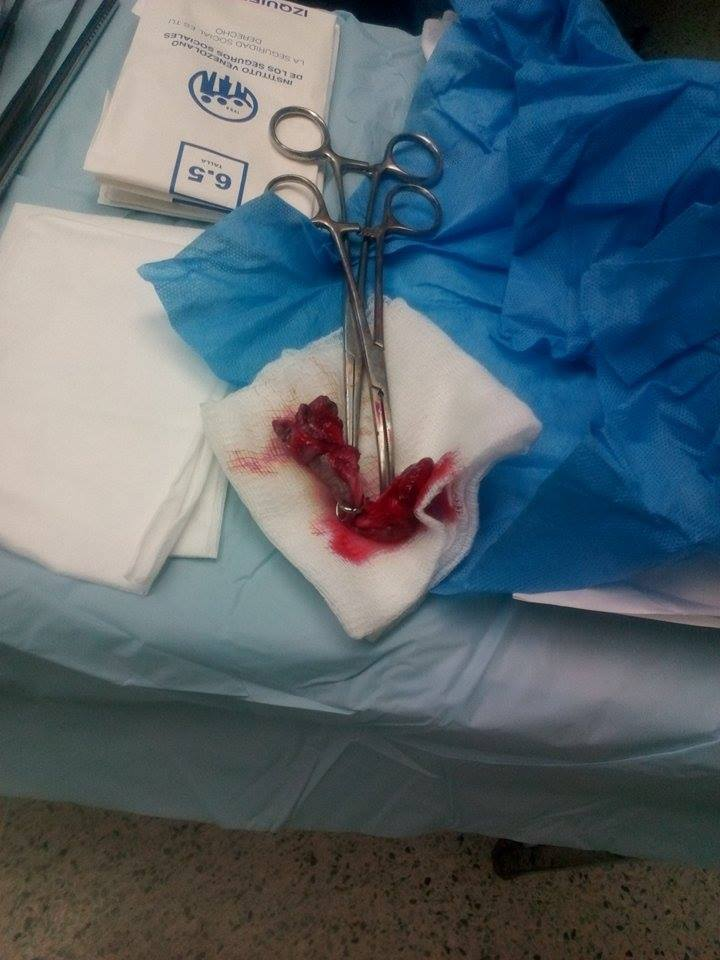
Apéndice cecal extraído por apendicectomía.

Una vez diagnosticada la apendicitis aguda, el paciente debe recibir tratamiento médico y quirúrgico. El manejo médico se inicia con hidratación del paciente; aplicación de antibióticos adecuados, como ampicilina —sulbactam; clindamicina o metronidazol más aminoglicósido (amikacina o gentamicina); la cefuroxima más metronidazol— y analgésicos. La cirugía se conoce con el nombre de apendicectomía y consiste en hacer una incisión en la fosa ilíaca derecha o laparotomía, según la gravedad del paciente, y extirpar el apéndice afectado, así mismo drenar el líquido infectado, y lavar la cavidad con solución salina. No se ha demostrado que la irrigación de la cavidad abdominal con antibióticos sea ventajosa durante o después de la apendicectomía.
En casos de perforación debe realizarse lavado de cavidad con solución salina y antibióticos durante 4-5 días. Si hay peritonitis generalizada puede requerirse dejar el abdomen abierto para un lavado posterior, y luego procederse al cierre de la cavidad. En caso de muñón difícil, que se fragmente (friable), puede requerirse dejar un drenaje (simple de Penrose o de Sump). No se acostumbra la colocación de drenajes durante la operación. 
En marzo de 2008, a una paciente se le extrajo el apéndice por vía vaginal, guiado por endoscopia, primera oportunidad que se documenta tal procedimiento.
Si la apendicitis no es tratada a tiempo, el apéndice puede perforarse, lo cual podría evolucionar a peritonitis, un padecimiento que exige más cuidados que la apendicitis y que es muy grave. A su vez, la peritonitis puede llevar a la muerte del paciente por septicemia, por lo que es importante llamar al médico en cuanto se presente cualquier tipo de dolor abdominal agudo (súbito) que dure más de seis horas (un indicativo probable de apendicitis). Cuanto más temprano sea el diagnóstico, mayores serán las probabilidades de recibir atención médica adecuada, con mejor pronóstico, menores molestias y un periodo de convalecencia más corto.
De acuerdo con estudios de metaanálisis que comparaban la laparoscopia con incisiones abiertas, parece demostrarse que la laparoscopia es más ventajosa, en especial en la prevención de infecciones posoperatorias, aunque la incidencia de abscesos intraabdominales es mayor. La laparoscopia puede presentar ventajas, según estadísticas relativas a distintos subgrupos de pacientes (obesos, sexo femenino y atletas.

### Tiempo
Se debate el hecho si la apendicectomía de emergencia con menos de seis horas de hospitalización reduce o no el riesgo de perforaciones o complicaciones, en comparación con el mismo procedimiento con más de seis horas. Un estudio no encontró diferencias significativas en la cantidad de perforaciones en los dos grupos estudiados. Igualmente, no se observaron diferencias en la aparición de otras complicaciones, como abscesos hepáticos. Ese mismo estudio sugiere que, en los casos de pacientes que llegan al hospital de noche, con tratamiento inicial de antibióticos, y retardo de la apendicectomía hasta el día siguiente, no aumenta el riesgo de perforación u otras complicaciones.

### Microgravedad
Por la dificultad en el tratamiento de una posible apendicitis en el transcurso de una misión espacial, en las agencias espaciales se ha planteado la posibilidad de realizar apendicectomías preventivas a los astronautas, pero hasta el momento se ha descartado esa opción.

No obstante, los estudios para el diagnóstico y tratamiento de apendicitis en el espacio exterior ayudan al desarrollo científico de procedimientos médicos para otras situaciones difíciles.

## Pronóstico
La mayoría de los pacientes con apendicitis se recuperan con facilidad después del tratamiento quirúrgico; sin embargo, pueden ocurrir complicaciones si se demora el tratamiento. La recuperación depende de la edad y condición previa de salud del paciente y otras circunstancias, como las complicaciones y el consumo habitual de alcohol, entre otras. Por lo general la recuperación después de una apendicectomía tarda entre 10 y 28 días, y en niños ronda las tres semanas.
La posibilidad de una peritonitis pone en peligro la vida del paciente; por ello la conducta frente a una apendicitis es la de una evaluación rápida y un tratamiento sin demoras. La apendicitis típica puede devenir rápidamente en peritonitis, aunque en algunas ocasiones se resuelve espontáneamente. Aún permanece en debate si hay ventajas en una apendicectomía electiva en estos pacientes para prevenir un episodio recurrente. La apendicitis atípica, es decir, aquella asociada a un apéndice supurativo o purulento, es más difícil de diagnosticar y es la que con más frecuencia causa complicaciones, aún si la operación quirúrgica ocurre con rapidez.
La mortalidad y las complicaciones severas, aunque infrecuentes, ocurren especialmente si se acompaña con peritonitis, si esta persiste o si la enfermedad toma su curso sin tratamiento. Una de las complicaciones poco frecuentes de una apendicectomía ocurre cuando queda tejido remanente inflamado después de una apendicectomía incompleta.
Algunos grupos especiales como exploradores, submarinistas, astronautas y otros que no tengan acceso fácil a un cirujano, se realizan la apendicectomía profiláctica. En caso de que se haga un abordaje para una apendicectomía y se encuentre otra patología, y el apéndice esté sano, se hará una apendicectomía incidental (resección o invaginación).